# Стефан I Цариградски
Стефан I (новембар 867 — око 18. маја 893) је био цариградски патријарх. На патријаршијски престо је дошао после Фотија I а црквом је управљао од 889—893. године. Отац му је био Василије I Македонац, а брат цар Лав VI Мудри.
Претпоставља се да је био ванбрачни син цара Михаила III и његове љубавнице Евдокије Ингерине, коју је касније оженио цар Василије. Кад је од Василија постављен за цариградског патријарха, Стефан је био свега 19 година стар.
Српска православна црква га слави 17. маја по црквеном, а 30. маја по грегоријанском календару.